# Призовники
«Призовники» — радянський телефільм 1987 року, знятий режисером Юрієм Хащеватським на Білоруському телебаченні.

## Сюжет
Фільм у комедійному жанрі розповідає про трьох нерозлучних друзів — Поета, Артиста і Чемпіона, які буквально в один день отримують повістки в армію і як з безтурботних підлітків вони дорослішають на очах і готуються вступити в доросле життя.
Невелике провінційне місто у білоруському Поліссі. Поет бореться з несправедливим ставленням головного редактора місцевої газети, який навідріз відмовляється друкувати його вірші. Дорогою до редакції, Поет помічає на місцевому ринку красиву дівчину, яка продає огірки. Він називає її «Огірковою Королевою» та знайомить її зі своїми друзями.
Чемпіон стикається зі зрадою свого тренера з мотокросу, який робить ставку на більш поступливого учня і пропонує Чемпіону «здати» гонку. «Шанси тренер вважає» — чує Чемпіон від свого суперника перед вирішальним заїздом. Порадившись зі своїми друзями, Артистом та Поетом, Чемпіон приймає рішення вперше в житті піти всупереч порадам і тактиці тренера. Він ризикує на останньому віражі та виграє гонку.

## У ролях
- Володимир Станкевич — Поет
- Олександр Жданович — Артист
- Олексій Булдаков — Тренер

## Знімальна група
- Режисер — Юрій Хащеватський
- Сценарист — Борис Казаков